# Haruma Miura
Haruma Miura (jap. 三浦春馬 Miura Haruma; ur. 5 kwietnia 1990 w Tsuchiura, zm. 18 lipca 2020 w Tokio) – japoński aktor i piosenkarz muzyki J-pop. Najbardziej znany z roli w dramie Gokusen 3 oraz Bloody Monday i filmie Koizora.
Miura został znaleziony martwy w swoim domu 18 lipca 2020. Przyczyną śmierci było samobójstwo.

## Filmografia

### Dramy
| Rok  | Stacja   | Angielski tytuł                        | Japoński tytuł              | Angielska Translacja          | Rola                |
| ---- | -------- | -------------------------------------- | --------------------------- | ----------------------------- | ------------------- |
| 1997 | NHK      | Agri                                   | あぐり                      | -                             | Shoutarou           |
| 1999 | TV Asahi | Doyo Wide Gekijo                       | 土曜ワイド劇場              | Saturday Night at the Theater | Ichitaro Wakui      |
| 2000 | TBS      | Sleep in the Rain                      | 雨に眠れ                    | -                             | Keita Nakahara      |
| 2000 | TBS      | Manatsu no Merry Christmas             | 真夏のメリークリスマス      | Merry Christmas in Summer     | Young Ryo Kinoshita |
| 2003 | NHK      | Musashi                                | 武蔵                        | -                             | Jotaro              |
| 2005 | Fuji TV  | Division 1 Aozora Koi Hoshi (Stage 11) | ディビジョン1 青空恋星      | Division 1 Blue Sky Love Star | Keita Ishikawa      |
| 2005 | NHK      | Fight                                  | ファイト                    | -                             | Kiyoshi Okabe       |
| 2005 | TBS      | Ima Ai ni Yukimasu                     | いま、会いにゆきます        | I'm Coming to See You         | Akihiro Kudou       |
| 2006 | Fuji TV  | Unfair                                 | アンフェア                  | -                             | Yutaka Saitō        |
| 2006 | NHK      | Komyo ga Tsuji                         | 功名が辻                    | Tsuji is Lucky                |                     |
| 2006 | Wowow    | Children                               | チルドレン                  | -                             | Shirou Kihara       |
| 2006 | NTV      | 14 Sai no Haha                         | １４才の母                  | 14-year-old Mother            | Satoshi Kirino      |
| 2008 | NTV      | Binbō Danshi                           | 貧乏男子                    | Poor Boy                      | Ryo Shiraishi       |
| 2008 | NTV      | Gokusen 3                              | ごくせん 3                  | -                             | Ren Kazama          |
| 2008 | Fuji TV  | Galileo SP                             | ガリレオΦ（エピソードゼロ） | Galileo: Episode Zero         | młody Manabu        |
| 2008 | TBS      | Bloody Monday                          | ブラッディ・マンデイ        | -                             | Fujimaru Takagi     |
| 2009 | NTV      | Samurai High School                    | サムライ・ハイスクール      | -                             | Kotaro Mochizuki    |

### Filmy
| Rok  | Angielski tytuł                                    | Japoński tytuł                         | Romanizacja                             | Rola                   |
| ---- | -------------------------------------------------- | -------------------------------------- | --------------------------------------- | ---------------------- |
| 1999 | Nile                                               | ナイル                                 | Nairu                                   | Umi Nishiyama          |
| 1999 | Jubaku Spellbound                                  | 金融腐食列島～呪縛～                   | Kinyuu Fushoku Rettou ~Jubaku~          | Kouichi Kitano         |
| 2001 | Thousand Years of Love – The Tale of Shining Genji | 千年の恋～ひかる源氏物語～             | Sennen no Koi ~Hikaru Genji Monogatari~ |                        |
| 2002 | The School in the Woods                            | 森の学校                               | Mori no Gakkō                           | Masao Kawai            |
| 2006 | Catch A Wave                                       | キャッチ ア ウェーブ                   | Kyachi A Wēbu                           | Taiyou Sasaki          |
| 2006 | Akihabara@DEEP                                     | アキハバラ@DEEP                        | Akihabara Atto Dīpu                     | Izumu                  |
| 2007 | Sky of Love                                        | 恋空                                   | Koizora                                 | Hiroki Sakurai, "Hiro" |
| 2007 | Negative Happy Chainsaw Edge                       | ネガティブハッピー・チェーンソーエッヂ | Negatibu Happii Chēnsō Ejji             | Noto                   |
| 2008 | Naoko                                              | 奈緒子                                 | Naoko                                   | Yusuke Iki             |
| 2009 | Crows ZERO II                                      | クローズzero II                        | Kurōzu Zero Tsu                         | Tatsuya Mito           |
| 2009 | Gokusen: The Movie                                 | ごくせん The Movie                     | Gokusen: The Movie                      | Ren Kazama             |